# 萧大亨墓地石刻
36°07′07″N 117°01′35″E / 36.11861°N 117.02639°E
萧大亨墓地石刻，位于山东省泰安市岱岳区满庄镇东萧家林村，1992年被列为山东省文物保护单位，2013年被列为第七批全国重点文物保护单位，分类为石窟寺及石刻。
萧大亨（1532年－1612年），字夏卿，号岳峰，泰安人。嘉靖四十一年（1562年）进士，历任兵部、刑部尚书。晚明重要的政治人物。万历四十年，在泰安家中病逝（现岱岳区机关招待所即萧府旧址），享年81岁。
明神宗敕令为其建墓，派遣太常寺卿张文徽前往泰安，主持工程，由泰安知州侯应瑜等具体经办。墓于万历45年竣工，历时六载。
萧大亨墓园南北长809米，墓冢占地2亩，神道长60米、宽8米（一说长100米、宽13米），立有牌坊、华表、武士、石虎、石羊、石马、文侍等。石雕气势宏伟、雕刻精细。墓高6米，墓围长60余米。